# Forces démocratiques syriennes
Pour les articles homonymes, voir FDS.
Les Forces démocratiques syriennes (arabe : قوات سوريا الديمقراطية ; kurde : Hêzên Sûriya Demokratîk ; syriaque : ܚܝ̈ܠܘܬܐ ܕܣܘܪܝܐ ܕܝܡܩܪܛܝܬܐ), abrégé FDS en français (ou QSD - قسد -en kurde et en arabe), sont une coalition militaire formée le 10 octobre 2015 pendant la guerre civile syrienne. Actives dans le nord de la Syrie, les FDS visent surtout à chasser l'État islamique de la zone. 
Largement dominées par les kurdes des Unités de protection du peuple (YPG), les FDS regroupent également des rebelles arabes proches de l'Armée syrienne libre, des tribus locales comme l'Armée Al-Sanadid et des chrétiens du Conseil militaire syriaque.
Les FDS sont activement soutenues par la coalition internationale menée par les États-Unis qui leur fournit des formateurs, des armes et un appui aérien.

## Fondation et composition

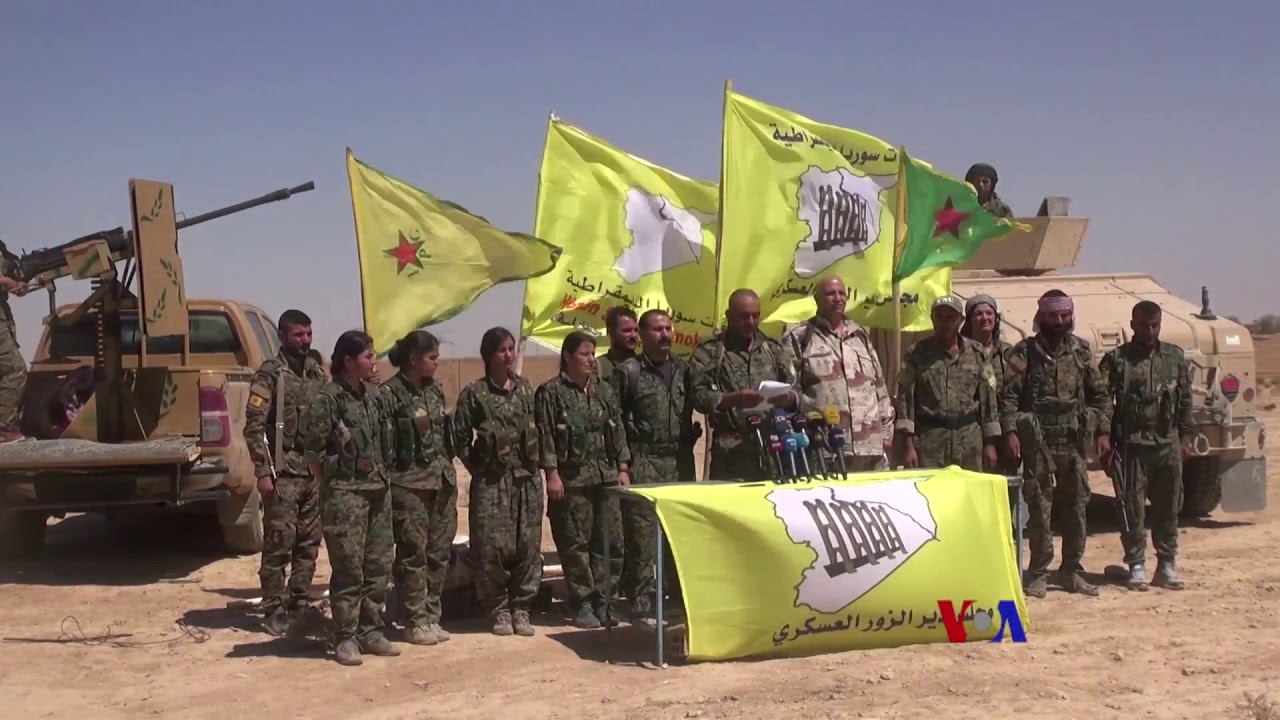
Conférence de presse des Forces démocratiques syriennes, tenue par Ahmad Abou Khawla, chef du Conseil militaire de Deir ez-Zor, annonçant le début de l'Offensive de Deir ez-Zor, le 9 septembre 2017.

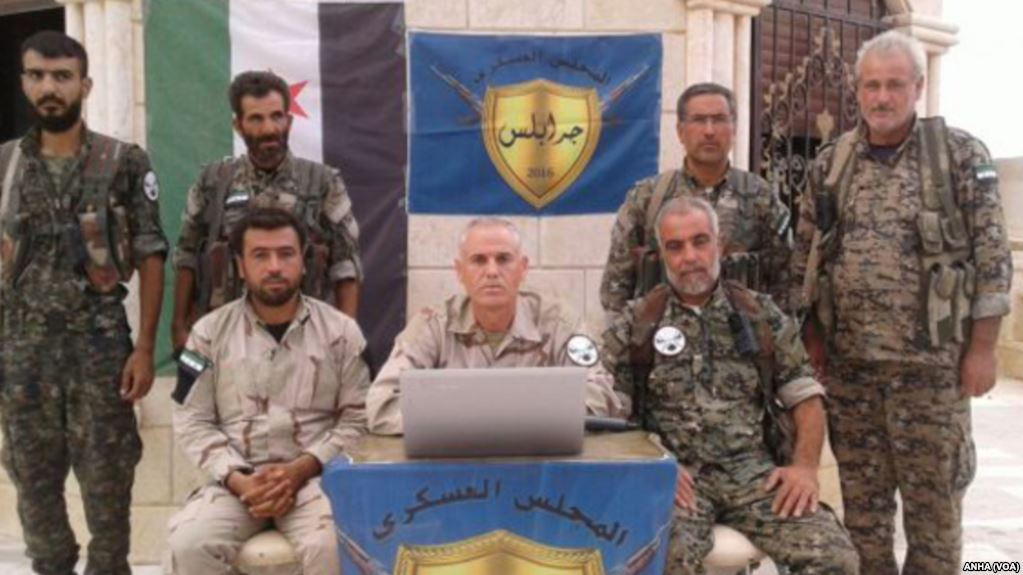
Membres du conseil militaire de Jarablus en 2016.

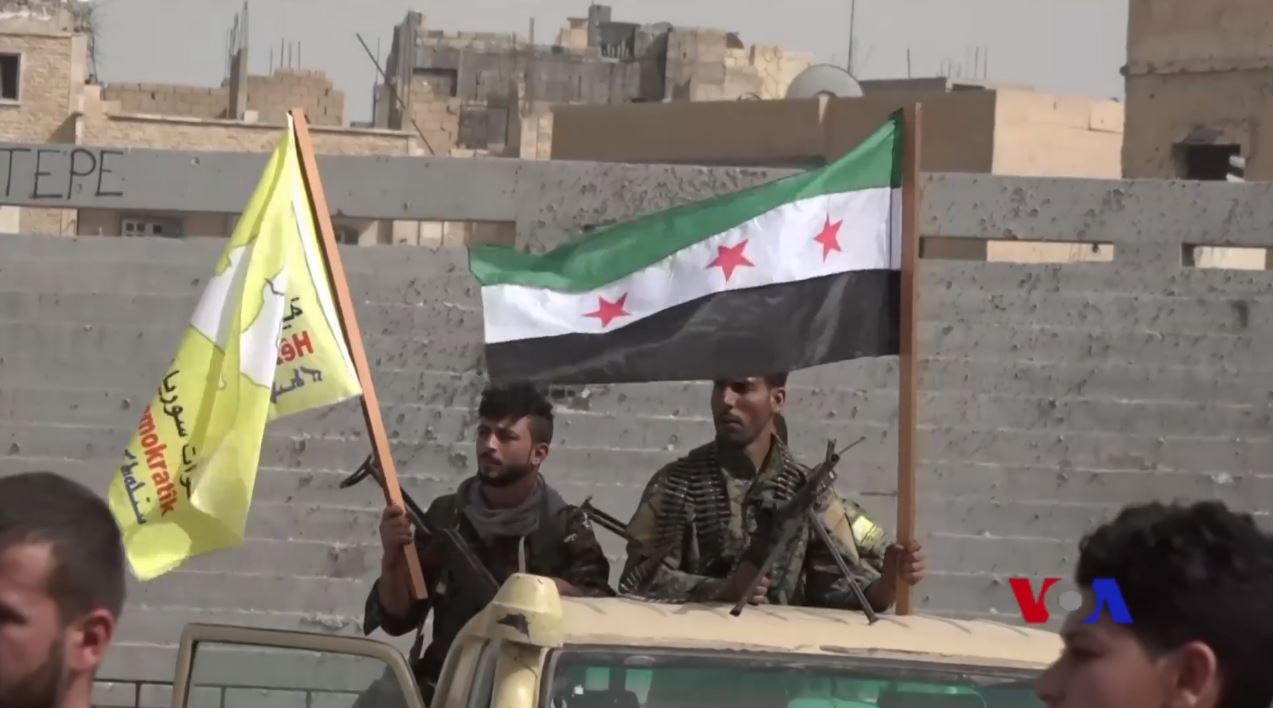
Des combattants de Jaych al-Thuwar et du Liwa Chamal al-Democrati, intégrés aux Forces démocratiques syriennes, le 6 mars 2018, dans le stade de Raqqa, annonçant leur participation à la bataille d'Afrine.

La création des « Forces démocratiques syriennes » est annoncée le 11 octobre 2015 lors d'une conférence à Hassaké. Les FDS consistent ainsi en un regroupement hétéroclite de divers groupes religieux et ethniques, surtout unis par leur hostilité commune à l'État islamique. Dominée initialement par les milices kurdes, le nombre des combattants arabes aurait ensuite augmenté. Début mars 2017, le général Stephen J. Townsend, chef militaire de la coalition, affirme que les YPG (kurdes) représentent 40 % des troupes des FDS, contre 60 % pour les groupes Arabes Syriens.
Cette coalition regroupe notamment les mouvements suivants,,,, :
- Les Unités de protection du peuple (YPG) et les Unités de protection de la femme (YPJ)[14], branche armée du Parti de l'union démocratique. Elles forment la majeure partie de la coalition, soit environ 35 000 des 40 000 combattants revendiqués par la coalition fin 2015[15],[16]
- Le Conseil militaire syriaque (MFS)[14] ;
- L'Armée Al-Sanadid[14] ;
- Le Bataillon international de libération[14] ;
- Les Forces d'autodéfense[14] ;
- Des groupes affiliés à l'Armée syrienne libre[14],[17] :
  - Jaych al-Thuwar[14],[18] :
    - Les Bataillons Chams al-Chamal[14],[19]
    - Jabhat al-Akrad[14],[19]
    - La 99e Brigade d'infanterie[14]
    - Liwa al-Salajiqah[14]
    - Liwa Sultan Selim[14]
    - Liwa Shuhada al-Atarib

  - Jaych al-Salam[14]
    - Liwa al-Jihad fi Sabeel Allah[14]
    - Liwa al-Tahrir (devient indépendant en 2016)[14].
    - Liwa Jound al-Haramaïn (rallie les Bataillons Chams al-Chamal le 10 mars 2016)[14],[20],[21]
    - Jabhat Thuwar Tal Abyad[14]

  - La Brigade des révolutionnaires de Raqqa[14],[22].
  - Liwa Ahrar Raqqa[14]
  - Liwa Fursan al-Furat
  - Tajammu Kataib Furat Jarabulus[14]
  - Enya Parastinen Jinën Sehba[14]
  - Kataeb Thuwar Manbij[14]
  - Liwa al-Owal Mafaoweer Homs 505[14]
  - Liwa Shuhada Qabasin[14]
  - Liwa al-Sahba[14]
  - Liwa Suqour al-Raqqa[14]
  - Liwa Chamal al-Democrati[14]
  - Liwa Shuhada al-Raqqa[14]
  - Liwa Tahrir al-Furat[14]
  - Quwat al-Ashaïr[14]
  - Volcan de l'Euphrate[14]
    - Brigade de Jarablus[14]
    - Jaych al-Qassas[14]

  - Le Bataillon Nubar Ozanyan[23]

Les FDS forment également des conseils militaires régionaux avec notamment :
- Le Conseil militaire de Manbij, créé le 2 avril 2016[24],[25],[26].
- Le Conseil militaire de Jarablus, formé le 22 août 2016, dirigé par Abdulsattar Al-Kadiri, tué le 23 août 2016[27],[28],[29].
- Le Conseil militaire d'al-Bab, créé le 14 août 2016[24]. Après la prise d'al-Bab par la Turquie, le conseil militaire demeure actif, mais reste basé à Manbij[24] ;
- Le Conseil militaire de Deir ez-Zor[30].

## Commandement
Le commandant en chef des Forces démocratiques syrienne est Mazloum Abdi.
Le porte-parole des Forces démocratiques syriennes était le général de brigade Talal Silo ; ce dernier fait cependant défection le 15 novembre 2017 et rejoint les groupes de l'Armée syrienne libre soutenus par la Turquie.
Le 22 juillet 2022, Salwa Yusuk, dite Ciyan Afrin, commandante des FDS chargée des opérations conjointes avec la coalition internationale, est tuée par une frappe de drone turc près de Qamichli. L'United States Central Command présente ses condoléances à sa famille et salue le rôle « essentiel » de la commandante kurde contre l'État islamique.

## Batailles

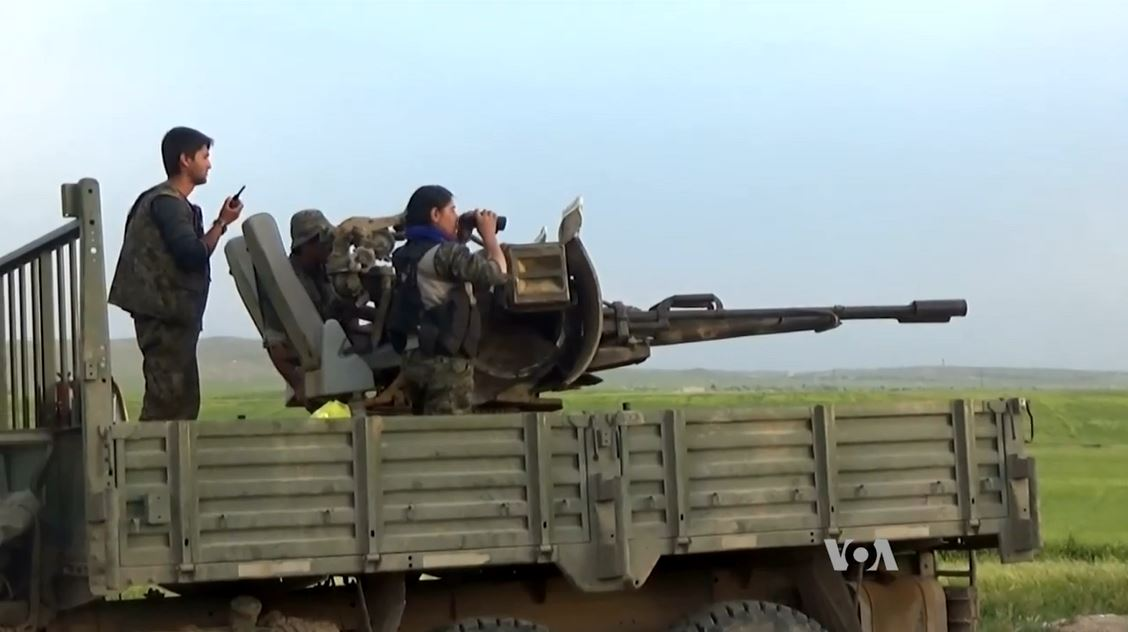
Combattants des YPG au nord de Racca à bord d'un camion armé d'un canon ZU-23-2, c. 3 novembre 2015.

La première offensive des Forces démocratiques syriennes est lancée le 31 octobre dans la zone de al-Hol, au sud-est de Hassaké,. Appuyées par l'aviation américaine, les FDS remportent une première victoire en prenant la petite ville de al-Hol le 12 novembre et plus de 1 000 kilomètres carrés le long de la frontière irakienne,. Un mois plus tard, le 26 décembre, les FDS s'emparent du barrage de Tichrine, sur l'Euphrate. Les Kurdes et leurs alliés peuvent alors franchir le fleuve à l'ouest, mais ils poursuivent également leur progression au sud, entre Aïn Issa et Raqqa, dans les premiers jours de janvier 2016,.
À Azaz, les FDS attaquent également les groupes rebelles — dominés dans cette région par l'Armée syrienne libre et Ahrar al-Cham — avec le soutien de l'aviation russe et s'emparent de l'aéroport de Menagh le 10 février,,,,. Ils avancent ensuite vers Azaz et Tall Rifaat. Le 13, l'artillerie turque postée à la frontière intervient et bombarde les positions kurdes dans le district d'Azaz,,. Malgré cela, les YPG prennent Tall Rifaat le 15 février.
En février, les Forces démocratiques syriennes reprennent leurs offensives contre l'État islamique dans le gouvernorat de Hassaké : le 19 février, la ville d'Al-Chaddadeh est prise. Les djihadistes répondent le 27 février en menant un raid à l'intérieur des territoires tenus par les Kurdes à Tall Abyad et plusieurs villages de ses environs ; les affrontements font plus de 200 morts.

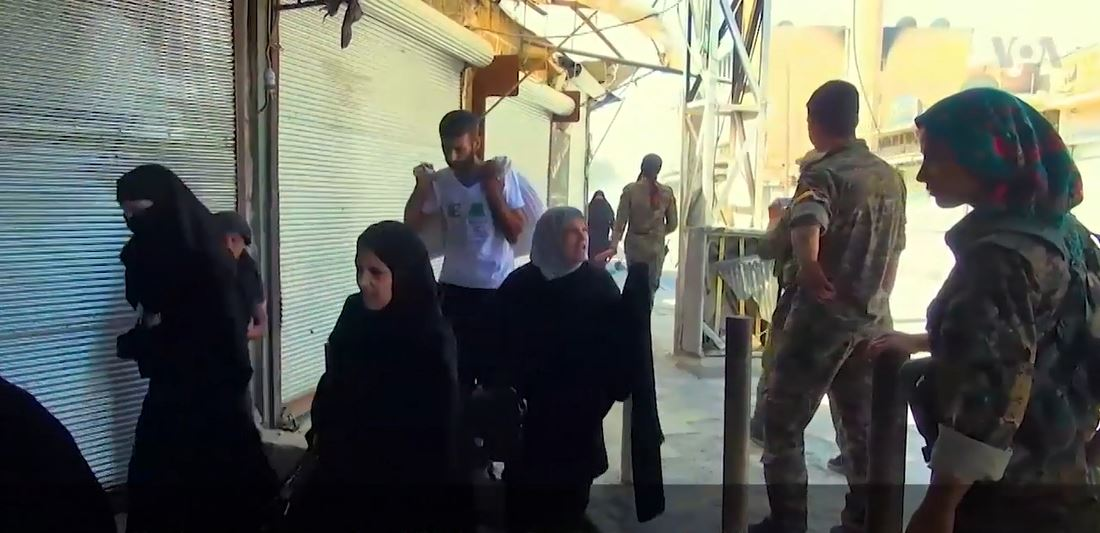
Civils de Manbij fuyant les combats entre les Forces démocratiques syriennes et l'État islamique, le 12 août 2016.

Le 24 mai, les FDS et la coalition lancent une vaste offensive contre l'État islamique au nord de Raqqa. Les FDS engagent 10 000 à 15 000 combattants dans les opérations, mais ils n'enregistrent pas d'avancée majeure lors des premiers jours,,. Jusqu'à ce que subitement, le 31 mai, ils étendent leur offensive à l'ouest sur la ville de Manbij, dans le gouvernorat d'Alep. Les FDS construisent un pont amovible avec l'aide des Américains et franchissent l'Euphrate près de Sarrine, tandis qu'au sud d'autres forces avancent depuis le barrage de Tichrine. Le 10 juin, Manbij est encerclée. À l'intérieur de Manbij, les djihadistes résistent deux mois, mais ils laissent au moins un millier de morts dans les combats et ne peuvent empêcher les Forces démocratiques syriennes de prendre entièrement le contrôle de la ville le 12 août,.
Après avoir pris Manbij, les Forces démocratiques syriennes menacent al-Bab à l'ouest et Jarablus au nord, villes que les Kurdes espèrent prendre à l'État islamique pour établir une continuité territoriale à leur région fédérale du Rojava. Le gouvernement d'Erdoğan décide alors de prendre les Kurdes de vitesse et le 24 août l'armée turque et des rebelles syriens franchissent la frontière et attaquent l'État islamique à Jarablus. Les djihadistes n'opposent qu'une faible résistance et se replient sur Al-Bab,,. Du 27 au 30 août, les forces turques et rebelles attaquent les positions des Forces démocratiques syriennes entre Jarablus et Manbij et progressent jusqu'à la rivière Sajour. Mais sur l'insistance des États-Unis, l'offensive sur Manbij s'arrête là et un accord de cessation des hostilités est conclu. L'armée turque et l'Armée syrienne libre se tournent alors contre l'État islamique et s'emparent d'al-Bab le 23 février 2017, après plusieurs mois de combats.
Le 6 novembre 2016, les Forces démocratiques syriennes lancent l'offensive générale pour prendre Raqqa à l'État islamique. Le 6 mars, elles coupent à l'est la route de Deir ez-Zor, puis elles se concentrent sur la ville de Tabqa, à l'ouest. Dans la nuit du 21 au 22 mars, des soldats américains et des membres des FDS sont héliportés au sud du lac el-Assad et attaquent Tabqa par le sud,. Le 26 mars, l'aéroport au sud de la ville est pris. Le 6 avril, Tabqa est encerclée et le 24 avril, les FDS entrent dans la ville. Tabqa et son barrage tombent entièrement aux mains des Forces démocratiques syriennes le 10 mai. Enfin, le 6 juin 2017, après sept mois d'offensive, les Forces démocratiques syriennes se concentrent sur l'objectif final et parviennent à entrer dans la ville de Raqqa. Le 29 juin, elles achèvent l'encerclement total de la ville ; début août, elles en contrôlent la moitié ; début septembre, les deux tiers. Finalement, Raqqa est entièrement conquise par les FDS le 17 octobre. En quatre mois, les combats ont fait plus de 3 000 morts, dont un tiers de civils, et la ville est détruite à 80 %.
En avril 2018, le général américain Jonathan Braga, directeur des opérations, déclare qu'il aurait fallu 60 000 GI's pour accomplir ce qu'ont réalisé les Forces démocratiques syriennes

Au terme de cinq années de combats, 10 000 djihadistes de l'État islamique sont faits prisonniers par les Forces démocratiques syriennes, dont 8 000 Syriens et Irakiens et 2 000 étrangers, auxquels s'ajoutent 70 000 femmes et enfants de djihadistes, dont 10 000 étrangers, selon James Jeffrey, le représentant spécial américain pour la Syrie.

## Pertes
Selon les déclarations en avril 2018, du général américain Jonathan Braga, plus de 4 000 combattants des Forces démocratiques syriennes ont été tués contre l'État islamique. Après la chute de Raqqa, le 17 octobre 2017, la coalition déclare que 1 100 membres des FDS ont été tués dans les régions de Raqqa et Deir ez-Zor. Le 2 novembre, le général James B. Jarrad, chef des opérations spéciales de la coalition internationale, donne pour sa part un bilan de 1 200 morts et 2 500 blessés pour les FDS.
Les Forces démocratiques syriennes donnent quant à eux les bilans suivants :
- 613 morts pendant l'année 2016[85].
- 968 morts et 2 112 blessés pendant l'année 2017, dont 793 tués pendant la campagne de Raqqa et 162 autres dans la région de Deir ez-Zor[86],[87]. Elles revendiquent également 7 027 djihadistes tués, 12 000 blessés et 1 397 autres faits prisonniers[86],[87].
- 508 morts, 1 547 blessés et 73 prisonniers contre la Turquie et l'Armée nationale syrienne et 256 morts contre l'État islamique en 2019[88].

Le 23 mars 2019, les Forces démocratiques syriennes annoncent qu'elles déplorent 11 000 morts et 21 000 blessés dans leurs rangs après cinq années de guerre contre l'État islamique.

## Alliés et opposants
Les Forces démocratiques syriennes sont activement aidées par les États-Unis qui a impulsé leur création, aidé à la formation de ses combattants et a fourni des équipements, des armes et des véhicules blindés Humvee ainsi qu'un appui aérien grâce à la coalition arabo-occidentale,,. Ainsi, par exemple, les États-Unis ont parachuté le 12 octobre 2015 cinquante tonnes de munitions pour les milices arabes de la région. Le 30 octobre 2015, le président américain Barack Obama annonce avoir envoyé cinquante soldats des forces spéciales américaines afin d'entraîner et coordonner les FDS,. Soutien renouvelé en 2017 par le président américain Donald Trump.
La Russie est également une alliée des FDS, notamment depuis la destruction d'un avion russe en 2015 par l'armée turque à la frontière turco-syrienne. En soutenant de la sorte les Kurdes, la Russie pourrait chercher une revanche sur les Turcs. Ainsi, lors de la bataille de Nord d'Alep en février 2016, l'avancée des FDS sur les rebelles syriens est appuyée par des bombardements russes.
En revanche, la Turquie s'oppose très nettement à la coalition des FDS alors que sa principale composante, les Unités de protection du peuple (YPG), est considérée comme organisation terroriste par Ankara, qui l'accuse d'être une émanation du Parti des travailleurs du Kurdistan (PKK) qui est en lutte armée avec l'État turc. L'aviation turque a ainsi bombardé plusieurs fois la coalition afin de stopper son avance le long de la frontière turco-syrienne déjà contrôlée en grande partie par les FDS. Le pouvoir turc craint en effet qu'un Kurdistan syrien autonome ou Rojava en cours de constitution devienne une base arrière du PKK à partir de laquelle cette organisation lancerait des attaques armées sur la Turquie. Depuis la chute du régime Assad, la Turquie bombarde fréquemment le Barrage de Tichrine.
Sur le plan interne, les Forces démocratiques syriennes ainsi que les Kurdes de manière générale, se sont largement opposés aux factions les plus islamistes des rebelles syriens. C'est notamment le cas de groupes comme Ahrar al-Sham, le Front al-Nosra ou le Front du Levant. Les FDS ont en revanche adopté une certaine neutralité envers le pouvoir syrien, alors que ce dernier a accordé aux Kurdes une autonomie de fait au début de la guerre civile syrienne en espérant ainsi qu'ils ne rejoignent pas les rebelles. Les FDS ont même coordonné certaines de ses actions avec l'armée syrienne, comme lors de l'offensive du nord d'Alep en février 2016 contre les rebelles syriens qui tenaient le corridor entre Azaz et Alep. Pourtant, les FDS comprennent plusieurs groupes rebelles anti-Assad à tendance « pro-démocratie », comme Jaych al-Thuwar qui a quitté les zones rebelles du fait de son opposition aux factions islamistes ou salafistes de la rébellion.
Le 31 janvier 2017, les Forces démocratiques syriennes annoncent avoir reçu pour la première fois des blindés américains.

## Relations avec le régime syrien
En 2017, sans être en confrontation, les relations des Forces démocratiques syriennes avec le régime syrien sont tendues : les FDS réclament au régime la reconnaissance de l'autonomie de leur région fédérale, mais le 18 décembre Bachar el-Assad qualifie les milices kurdes de « traîtres »,,,,. Le 26 juillet 2018, une délégation des Forces démocratiques syriennes se rend pour la première fois à Damas afin d'ouvrir des négociations avec le régime syrien,.
Le 15 octobre 2018, Walid al-Mouallem, le ministre syrien des Affaires étrangères déclare : « Nous n'accepterons pas le fédéralisme », jugeant ce modèle de gouvernance « contraire à la constitution syrienne ». Il déclare à l'égard des membres des FDS : « S'ils veulent continuer à miser sur les promesses américaines (…), c'est leur problème, mais ils devront en payer le prix ». Le 18 mars 2019, le ministre syrien de la Défense, Ali Abdallah Ayyoub, déclare également que Damas « libérera » les zones contrôlées par les forces kurdes « par la force » ou par le biais d'« accords de réconciliation ». Les autorités kurdes diffusent alors un communiqué le même jour dans la soirée dans lequel elles dénoncent « le discours du ministre syrien de la Défense » qui « reflète la politique raciste et stérile qui a conduit la Syrie à cette situation désastreuse ».
Le 3 mai, les Forces démocratiques syriennes annoncent lors d'une conférence à Aïn Issa qu'elles sont prêtes à dialoguer avec le régime syrien, mais qu'elles refusent la mise en place d'un « accord de réconciliation »,. Mazloum Abdi, le chef de FDS, déclare : « Nous n'accepterons en aucun cas un retour à l'avant-2011 ». Il affirme également qu'« aucun règlement réel » ne peut émerger « sans une reconnaissance totale et constitutionnelle des droits du peuple kurde » et de la légitimité de « l'administration autonome ».
En décembre 2019, lors d'une visite dans la province de Qamishli, Ali Mamlouk, chef du bureau de la sécurité nationale syrienne, appelle les personnalités tribales syriennes de l'est de l'Euphrate à retirer leurs fils des Forces démocratiques syriennes (FDS). Le 6 décembre, Mamlouk avait rencontré le comité de sécurité dans le gouvernorat de Hassaké, des personnalités tribales et des commandants des FDS soutenus par les États-Unis.

## Économie et ressources financières
Selon Al-monitor, il est désormais bien établi que les Forces démocratiques syriennes (FDS), ont été impliquées dans la vente de pétrole produit dans des champs de l'est de la Syrie principalement dans des zones contrôlées par le régime. Selon un haut responsable kurde irakien, « une partie» du pétrole syrien provenant des champs contrôlés par les FDS est acheminé via le Kurdistan irakien vers la Turquie », un autre avançant que « la majeure partie du pétrole des FDS va en Turquie ». Les revenus pétroliers soutiennent l’administration autonome des Kurdes syriens, lui permettant de payer les salaires de ses personnels civils et militaires. Le contrôle des champs renforce également la main des FDS dans les négociations avec le régime. « Si nous perdons les revenus pétroliers, tout notre système s'effondrera ; c'est essentiel », reconnaît un responsable de la sécurité lié aux FDS.
Les revenus pétroliers sont devenus encore plus critiques depuis que Donald Trump a gelé quelque 200 millions de dollars de financement de stabilisation pour la Syrie en mars 2018, l'Union européenne refusant à son tour d'engager plus d'argent. Des injections de liquidités en provenance d'Arabie saoudite et des Émirats arabes unis d'un montant de 150 millions de dollars devraient s'achever au début de 2020.

## Critiques
Les Forces démocratiques syriennes ont été critiquées, notamment parce qu'elles représentent un groupe très majoritairement composé de Kurdes s'étendant de plus en plus dans des régions majoritairement peuplées d'Arabes sunnites. Ces derniers ne composent qu'une faible part de l'alliance, à l'inverse des zones tenues par l'État islamique, et sont parfois marginalisés dans les prises de décision. De plus, les Unités de protection du peuple ont été ponctuellement accusées de crimes de guerre envers des populations arabes. Dans un article du New York Times, Ben Hubbard considère notamment que les forces arabes sont peu équipées, peu entraînées et qu'elles disposent d'un encadrement insuffisant. De même, l'auteur note que la « Coalition arabe syrienne », censée coordonner et unir les différents groupes arabes, est une création américaine peu effective sur le terrain. De plus, les forces arabes et kurdes ne partagent pas les mêmes objectifs, les seconds soutenant la création d'un État kurde autonome ou indépendant dénommé « Rojava ».
En 2024, les FDS sont pointées du doigt par un rapport d'Amnesty International les accusant de détenir près de 56 000 hommes, femmes et enfants suspectés de lien avec l'État islamique, généralement sans procès et pour des durées indéterminées. L'organisation dénonce aussi des conditions inhumaines de détention, l'utilisation de la torture, notamment dans le but d'obtenir des aveux, et même des meurtres et disparitions forcées.